# Districtul Huai Krachao
Huai Krachao (în thailandeză ห้วยกระเจา) este un district (Amphoe) din provincia Kanchanaburi, Thailanda, cu o populație de 32.602 locuitori și o suprafață de 622,0 km².

## Componență
Districtul este subdivizat în 4 subdistricte (tambon), care sunt subdivizate în 67 de sate (muban).
| Nr. | Nume         | În thailandeză | Sate | Locuitori |  |
| --- | ------------ | -------------- | ---- | --------- |  |
| 1.  | Huai Krachao | ห้วยกระเจา      | 20   | 8,927     |  |
| 2.  | Wang Phai    | วังไผ่           | 11   | 4,347     |  |
| 3.  | Don Salaep   | ดอนแสลบ        | 22   | 12,119    |  |
| 4.  | Sa Long Ruea | สระลงเรือ       | 14   | 7,209     |  |